# Fekete kehelygomba
A fekete kehelygomba (Urnula craterium) a Sarcosomataceae családba tartozó, Európában és Észak-Amerikában honos, erdőkben élő, nem ehető gombafaj.

## Megjelenése
A fekete kehelygomba termőteste nyeles kehelyre emlékezetet, amely 3-11 cm hosszú és 2-7 cm átmérőjű. Fiatalon zárt és gömbölyded, majd kinyílik, pereme fogacskás, hullámos lesz. Belső része koromfekete, külső oldala barnásfekete, kissé ráncolt és rövid, barna szőrökkel fedett. A termőréteg a kehely belső felületén található.
Valódi tönkje nincs. A kehely fokozatosan rövid nyélbe keskenyedik, amely feketés színű, néha kissé bordás. Alján fekete micéliumszálak láthatók. 
Húsa szívós, bőrszerű, fehér színű. Fiatalon enyhén kocsonyás lehet. Szaga nem jellegzetes.
Spórája barnásfekete, ellipszis vagy megnyúlt ellipszis alakú, sima, mérete 21–35 x 9–13 µm.

### Hasonló fajok
A kis kehelygomba Plectania melastoma szintén fekete, de kisebb, kelyhe kevésbé mély.

## Elterjedése és életmódja
Európában és Észak-Amerikában honos. 
Elsősorban lomberdőkben él, a nedves talajban, talajon lévő korhadó faágak (tölgy, mogyoró) anyagát bontja. Talajon, mohán látva a földben mindig megtalálható az ág, fadarab, amelyen nő. Áprilistól júniusig terem.
Nem ehető. 

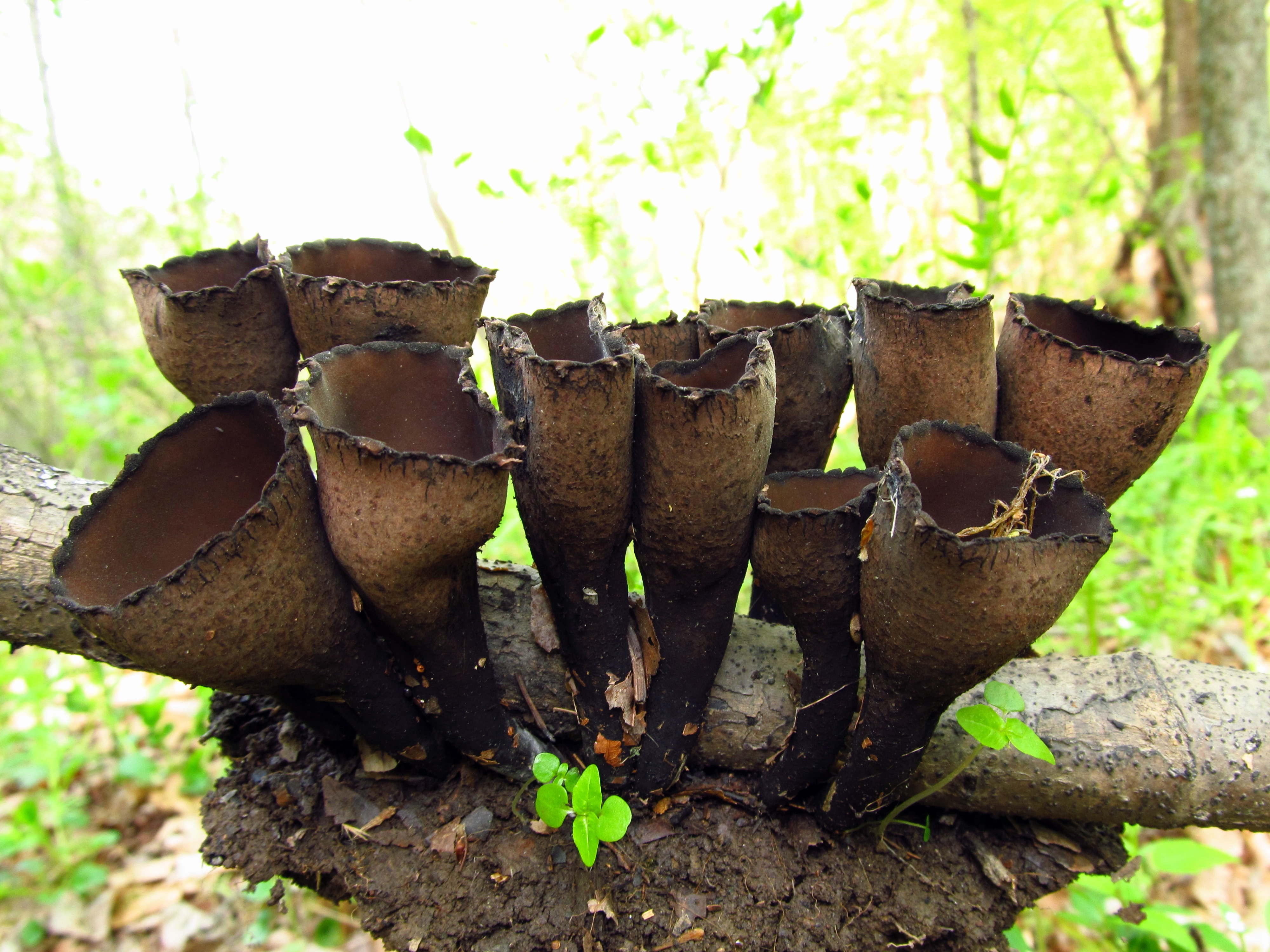
Fekete kehelygomba
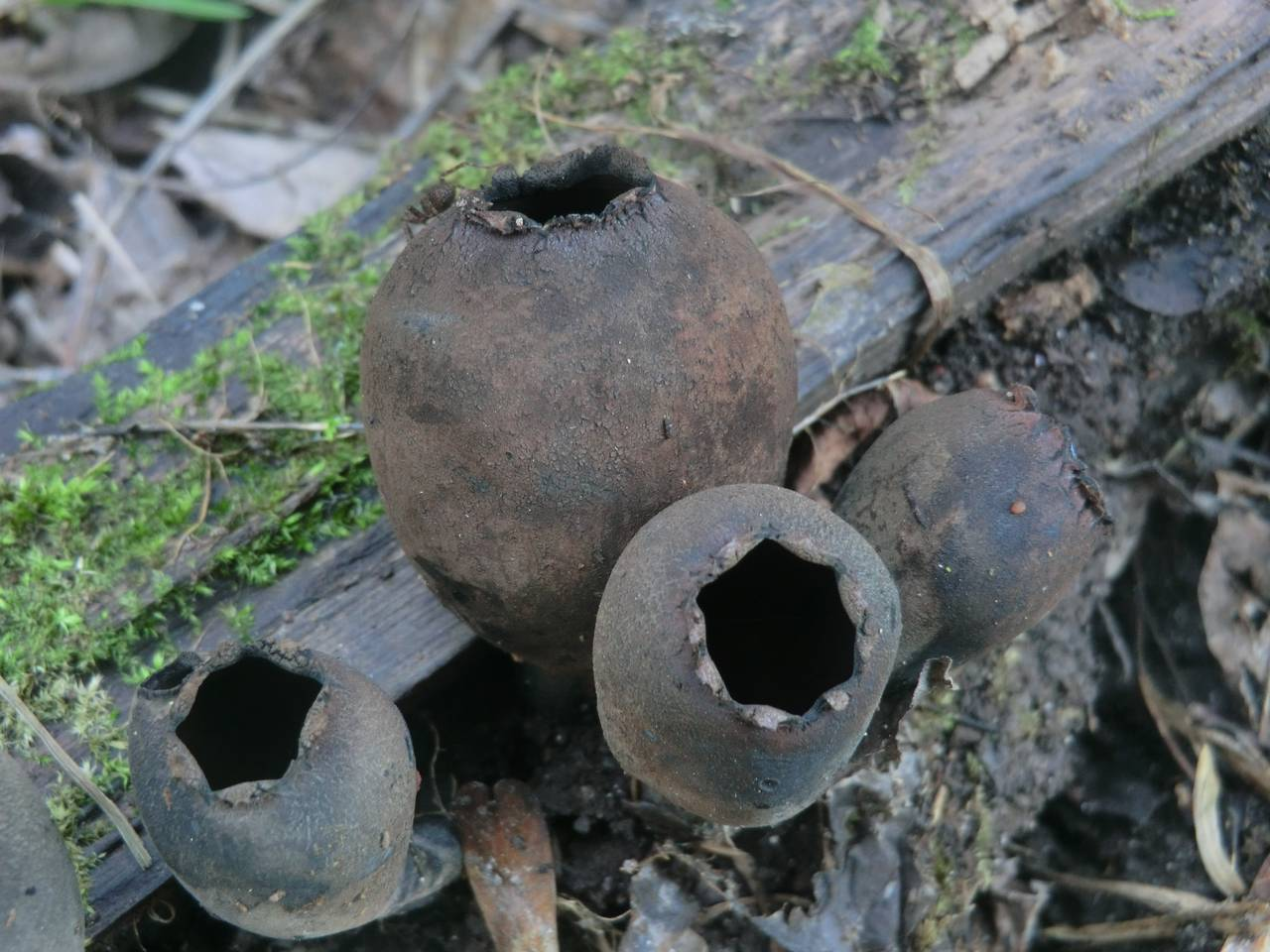
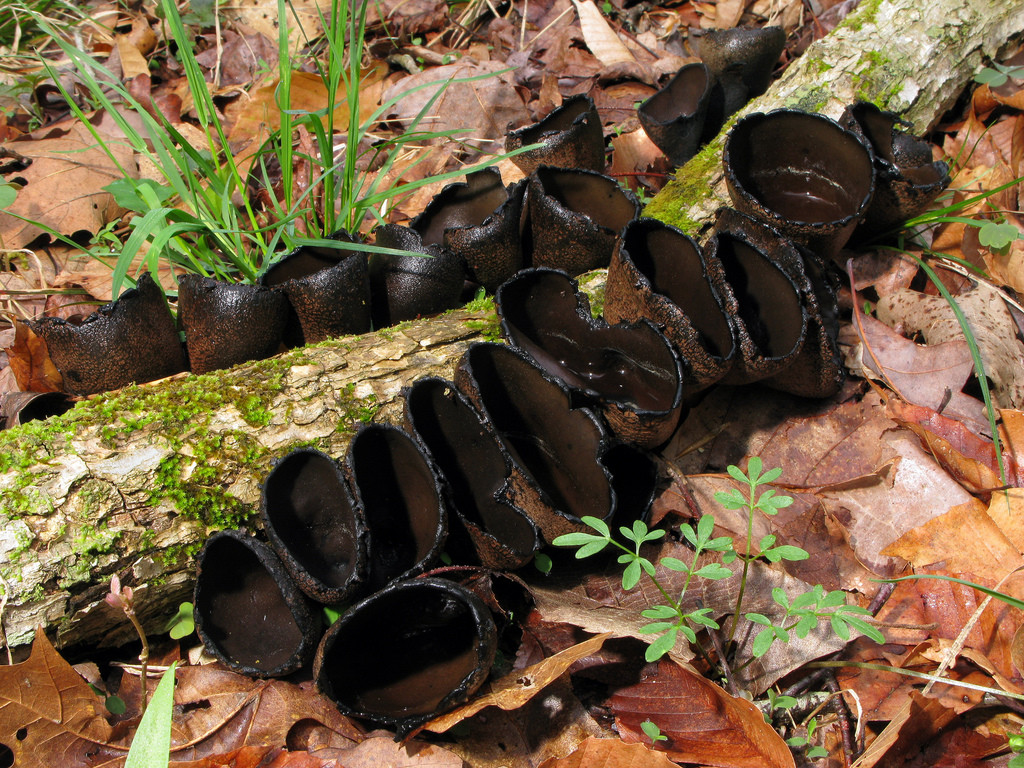
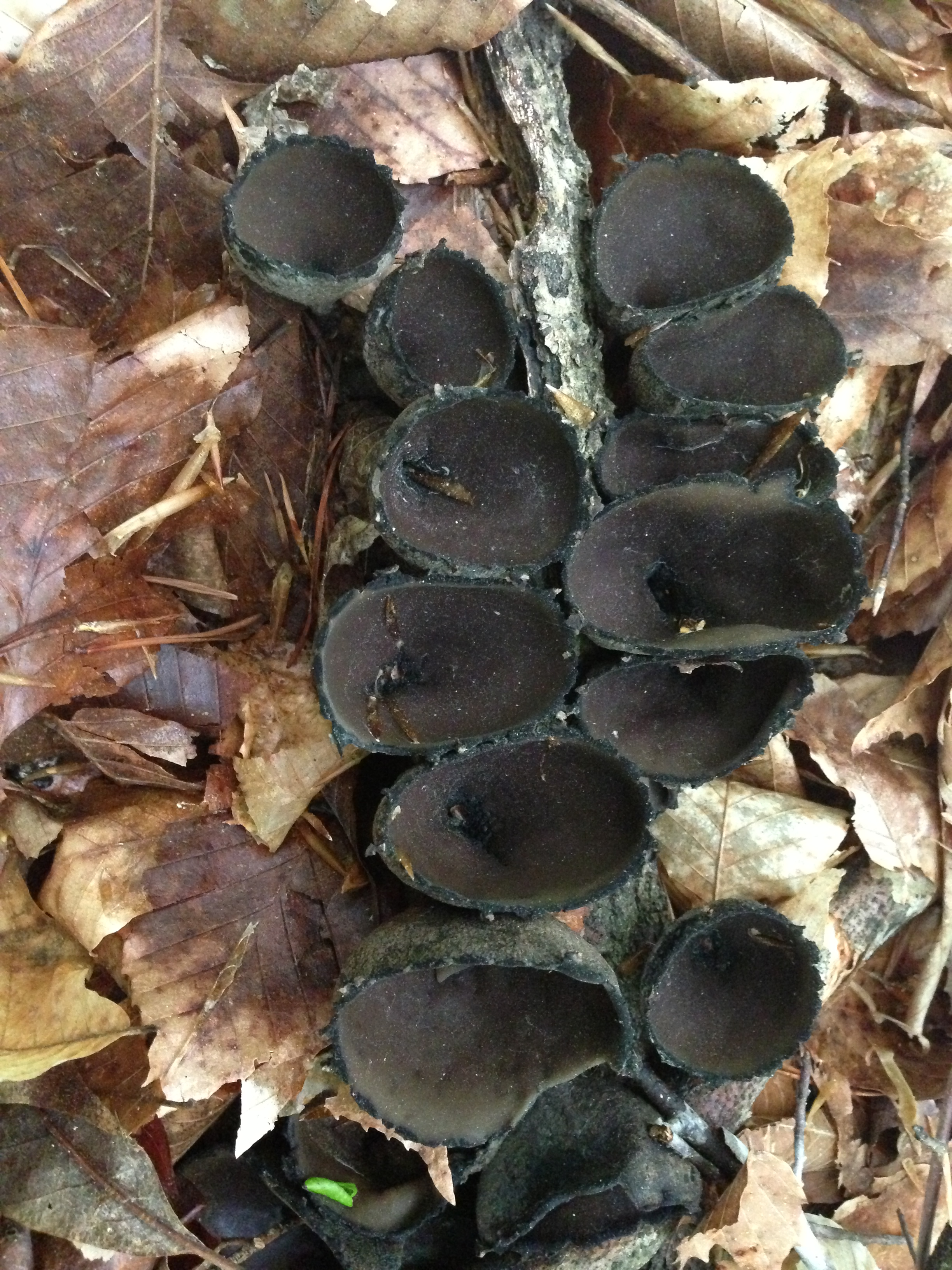
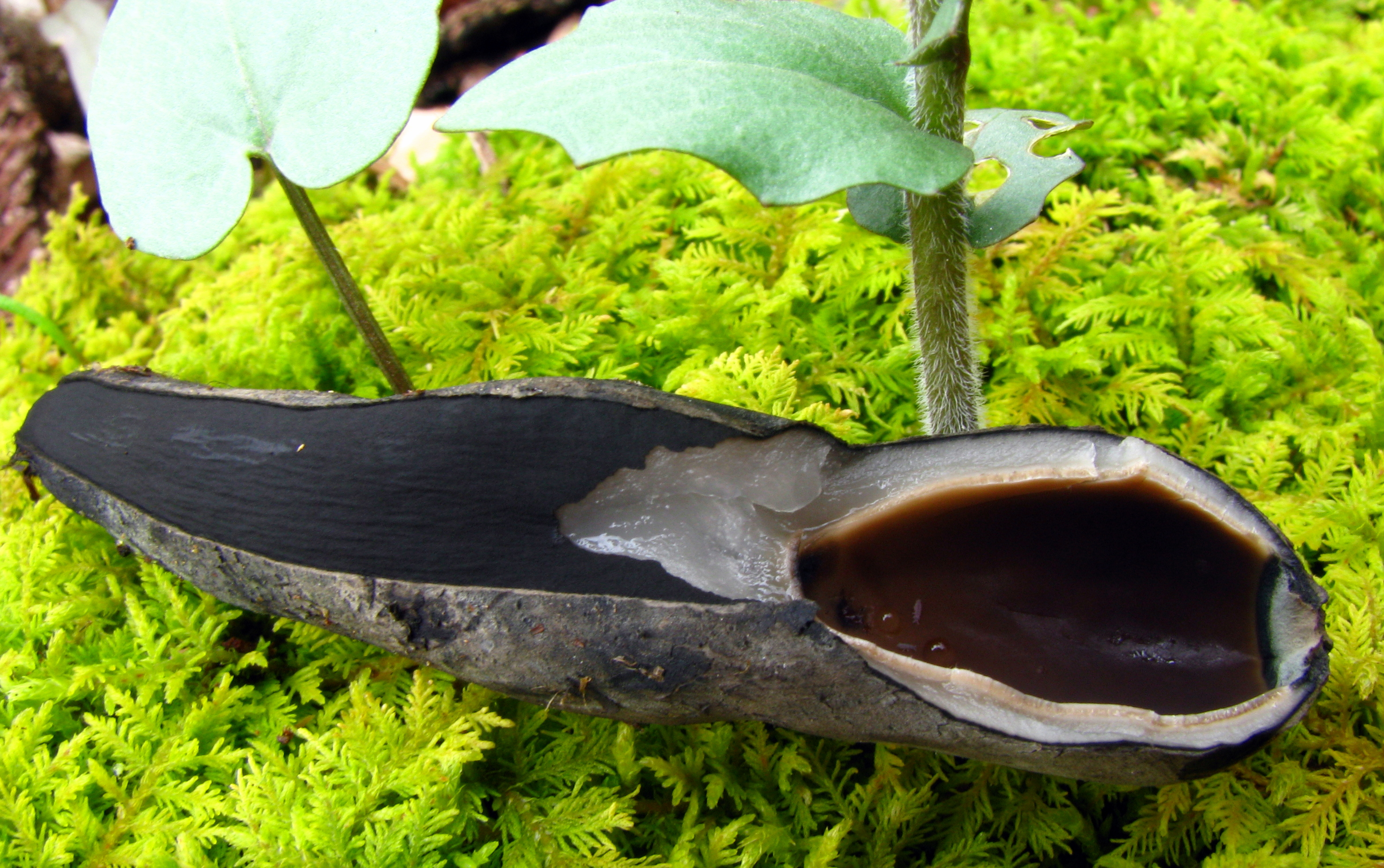
Kettévágott fiatal példány